# Dryopteris athamantica
Dryopteris athamantica är en träjonväxtart som först beskrevs av Kze., och fick sitt nu gällande namn av O. Kze. Dryopteris athamantica ingår i släktet Dryopteris och familjen Dryopteridaceae. Inga underarter finns listade.